# Chuyến dã ngoại mùa hè
Chuyến dã ngoại mùa hè (tiếng Nga: В гостях у лета) là một bộ phim hoạt hình khai thác đề tài thể thao của đạo diễn Boris Dyozhkin, ra mắt lần đầu năm 1972.